# Nada (pel·lícula)
Nada és una pel·lícula espanyola de 1947, dirigida per Edgar Neville. Està basat en la novel·la Nada, de Carmen Laforet, que va guanyar el Premi Nadal en 1945. La censura franquista va recomanar tota una bateria de talls que CIFESA, empresa distribuïdora de la pel·lícula es va afanyar a emplenar retallant 34 minuts (dels 110 minuts originals) fins a deixar-los en 76 minuts, amb el que l'actuació d'actors com Félix Navarro, María Bru i Rafael Bardem va desaparèixer del metratge. La majoria de les escenes d'exteriors rodades en Barcelona es van eliminar.

## Sinopsi
Andrea es trasllada a casa de la seva àvia al carrer d'Aribau de Barcelona per tal d'estudiar a la Universitat, però els seus oncles Angustias i Román sempre discuteixen i s'hi troba un ambient ple d'amargor. També descobreix moltes intrigues i misèries secretes familiars. A la universitat coneix Ena i el seu xicot, uns nois benestant, però aquesta sembla caure sota l'encanteri de Román, que és músic però de temperament seductor i miserable. Tanmateix, Ena se'n burla de Román i aquest se suïcida. Després d'aquest desenllaç Ena i Andrea es traslladen a Madrid, i marxa del carrer d'Aribau amb el mateix que portava quan va arribar: res.

## Repartiment
- Conchita Montes	 ... 	Andrea
- Fosco Giachetti	... 	Román
- Tomás Blanco	 ... 	Juan
- Mary Delgado	... 	Gloria
- María Cañete	... 	Angustias
- Julia Caba Alba	... 	Antonia
- María Denis ... 	Ena
- Adriano Rimoldi ... 	Jaime

## Crítiques
| «                        | La principal referència iconogràfica per Nada és Els magnífics Amberson, una pel·lícula en la que també s'esbossa una atmosfera familiar opressiva dominada per un personatge." | » |
| — Christian Franco Torre | |   |

## Premis
La pel·lícula va aconseguir un premi econòmic de 250.000 ptes, als premis del Sindicat Nacional de l'Espectacle de 1947.